# Taylor Armstrong
Shana Lynette Hughes (Independence, Kansas, 10 de junio de 1971), más conocida como Taylor Armstrong es una personalidad de la televisión estadounidense que apareció en las primeras tres temporadas de The Real Housewives of Beverly Hills (2010-2014). En 2022, retornó a la franquicia en The Real Housewives of Orange County, siendo la primera ama de casa en ser transferida de un programa a otro.

## Primeros años
Taylor nació en Independence, Kansas, el 10 de junio de 1971. Fue animadora en Union High School en Tulsa, Oklahoma, y se graduó en 1989 con el nombre de Shana Hughes.

## Carrera
La primera aparición televisiva importante de Armstrong fue en la serie de  televisión de Bravo The Real Housewives of Beverly Hills en 2010, mientras estaba casada con el ex capitalista de riesgo Russell Armstrong. Durante la serie, otros miembros del reparto sacaron a la luz los supuestos problemas de dinero de la pareja y las denuncias de abuso conyugal. Después de que salió a la luz la verdad sobre su matrimonio, Russell se quitó la vida y fue encontrado por su casero y Taylor el 15 de agosto de 2011. Ese septiembre, Taylor dijo que ella había sufrido abuso físico grave durante su matrimonio.
Las memorias de Armstrong, Hiding from Reality: My Story of Love, Loss y Finding the Courage Within, se publicaron el 7 de febrero de 2012.

## Vida personal
Se casó con Russell Armstrong en 2005; su hija, Kennedy Caroline, nació en 2006. En 2011, ella solicitó el divorcio, acusando a su esposo de violencia doméstica. Afirma que tenía un implante de malla de titanio necesario para sostener su ojo derecho debido al daño que él causó al agredirla. Russell se suicidó poco después.
Se casó con el abogado John Bluher en Pacific Palisades, California, el 4 de abril de 2014.

## Filmografía

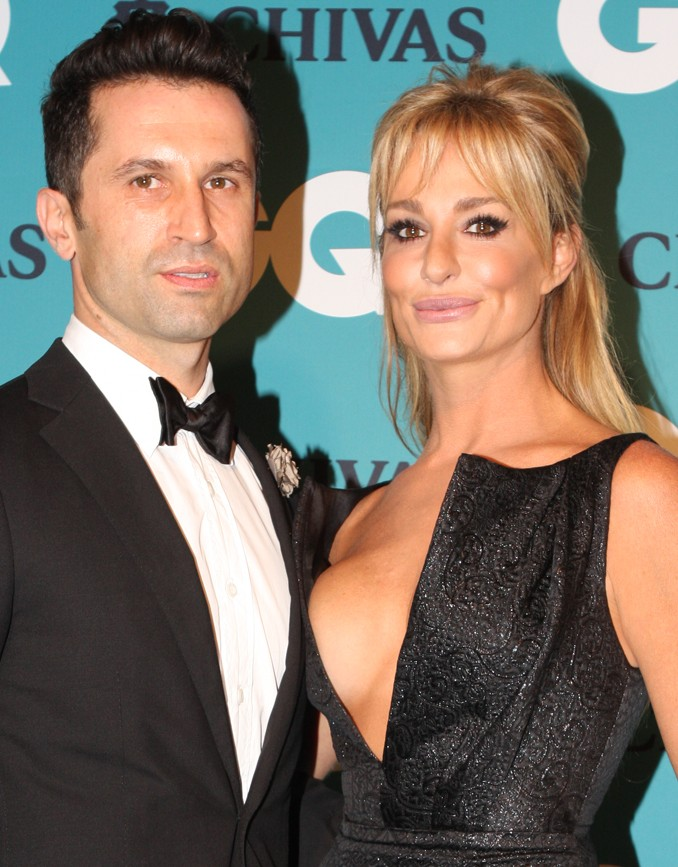
Armstrong con John Bechini en noviembre de 2012

| Year      | Título                                  | Papel      | Notas                                                        |
| --------- | --------------------------------------- | ---------- | ------------------------------------------------------------ |
| 2008      | The Hills                               | Ella misma | 1 Episodio (While Lauren's Away...)                          |
| 2010–2016 | The Real Housewives of Beverly Hills    | Ella misma | Elenco principal (temporadas 1–3), Invitada (temporadas 4–6) |
| 2014      | Couples Therapy                         | Ella misma | Temporada 4                                                  |
| 2022      | The Real Housewives Ultimate Girls Trip | Ella misma | Temporada 2                                                  |
| 2023      | The Real Housewives of Orange County    | Ella misma | Amiga (temporadas 17)                                        |